# Mojca Kleva
Mojca Kleva (Capodistria, 30 marzo 1976) è una politica slovena.

## Biografia
Si è laureata in scienze politiche nel 2002 e ha conseguito un dottorato nel 2007.
È stata consigliere comunale di Capodistria dal 1999 al 2009 per i Socialdemocratici, consulente per l'allargamento nel Parlamento Europeo dal 2002 al 2004 e consulente nell'Assemblea nazionale slovena dal 2004 al 2008. È stata inoltre membro del direttivo dell'organizzazione non governativa European Women`s Lobby dal 2007 al 2009.
Alle elezioni europee del 2009 si è candidata al Parlamento Europeo nelle file dei Socialdemocratici, senza risultare eletta. È diventata europarlamentare nel 2011 in sostituzione del dimissionario Zoran Thaler.
È membro della "Commissione per lo sviluppo regionale", della "Delegazione alle commissioni di cooperazione parlamentare UE-Armenia, UE-Azerbaigian e UE-Georgia" e della "Delegazione all'Assemblea parlamentare Euronest", e membro sostituto della "Commissione per i problemi economici e monetari", della "Commissione per i diritti della donna e l'uguaglianza di genere" e della "Delegazione alla commissione parlamentare mista UE-ex Repubblica iugoslava di Macedonia".